# Ріссне (станція метро)
59°22′33″ пн. ш. 17°56′23″ сх. д. / 59.375833333333° пн. ш. 17.939722222222° сх. д.
«Ріссне» (швед. Rissne) — станція Стокгольмського метрополітену. 
Розташована на синій лінії, обслуговується потягами маршруту Т10, між станціями Рінкебю та Дувбу,  
Була відкрита 19 серпня 1985 року. 
Відстань від початку маршруту — станції Кунгстредгорден складає 10,4 км. 
Пасажирообіг станції в будень —	6 100  осіб (2019)

Розташована у мікрорайоні Ріссне у Сундбюберзі.
Конструкція: односклепінна тбіліського типу з однією острівною прямою платформою.

## Операції
| Попередня станція | Лінія | Лінія     | Лінія | Наступна станція         |
| ----------------- | ----- | --------- | ----- | ------------------------ |
| Рінкебю до Юльста |       | Лінія T10 |       | Дувбу до Кунгстредгорден |